# Andrena atrata
Andrena atrata är en biart som beskrevs av Heinrich Friese 1887. Andrena atrata ingår i släktet sandbin, och familjen grävbin. Inga underarter finns listade i Catalogue of Life.